# Pragmatic General Multicast
| QS-Informatik | Dieser Artikel wurde wegen inhaltlicher Mängel auf der Qualitätssicherungsseite der Redaktion Informatik eingetragen. Dies geschieht, um die Qualität der Artikel aus dem Themengebiet Informatik auf ein akzeptables Niveau zu bringen. Hilf mit, die inhaltlichen Mängel dieses Artikels zu beseitigen, und beteilige dich an der Diskussion! (+) |

Pragmatic General Multicast (PGM) ist ein Multicast-Transportprotokoll für Anwendungen, bei dem Daten sortiert oder unsortiert von mehreren Quellen zu mehreren Zielen übertragen werden.
Das Protokoll stellt sicher, dass Daten duplikatsfrei übertragen werden und dass eine Gruppe von Empfängern die Daten verlustfrei empfängt. Eventuelle Datenverluste werden behoben oder als nicht reparierbar angezeigt. PGM ist speziell dazu gedacht in einer Umgebung zu arbeiten, in der eine zuverlässige Datenübertragung Voraussetzung ist. Das zentrale Designziel ist die einfache Skalierbarkeit und die effiziente Netzwerkausnutzung.